# Cremorne (del av en befolkad plats i Australien, Victoria)
Cremorne är en del av en befolkad plats i Australien. Den ligger i kommunen Yarra och delstaten Victoria, nära delstatshuvudstaden Melbourne. Antalet invånare är 1 564.
Runt Cremorne är det mycket tätbefolkat, med 2 915 invånare per kvadratkilometer.. Närmaste större samhälle är Melbourne, nära Cremorne. 
Runt Cremorne är det i huvudsak tätbebyggt. Genomsnittlig årsnederbörd är 1 244 millimeter. Den regnigaste månaden är juli, med i genomsnitt 140 mm nederbörd, och den torraste är januari, med 49 mm nederbörd.